# ACF Diadora
ACF Diadora – włoski klub piłki nożnej kobiet, mający siedzibę w mieście Valdobbiadene, na północy kraju.

## Historia
Chronologia nazw:
- 1969: A.C.F. Valdobbiadene
- 1977: A.C.F. Diadora

Klub piłkarski A.C.F. Valdobbiadene został założony w 1969 roku. W 1970 zespół startował w lidze U.I.S.P. W 1971 zwyciężył w grupie triveneto Serie B i w turnieju finałowym po zajęciu drugiego miejsca zdobył awans do Serie A. W 1972 debiutował w grupie B Serie A, ale nie zakwalifikował się do połączonej ligi w nowym sezonie. W 1973 zajął pierwsze miejsce w grupie C Serie A Interregionale (odpowiednik Serie B) i w 1974 znów starował w Serie A. W 1976 osiągnął pierwszy swój sukces, zdobywając tytuł mistrzowski. W końcu 1976 roku klub został przejęty przez grupę Diadora, w związku z czym następnie zmienił nazwę na A.C.F. Diadora. Po zdobyciu drugiego z rzędu mistrzostwa w 1977, w następnym roku klub przeszedł pierwszą rundę Pucharu Włoch, wygrywając swoją grupę, ale potem zrezygnował z występów w Serie A i zawiesił działalność.

## Stadion
Klub rozgrywa swoje mecze domowe na stadionie Miejskim w Valdobbiadene, który może pomieścić 1000 widzów.

## Sukcesy

### Trofea międzynarodowe
Nie uczestniczył w rozgrywkach europejskich (stan na 01-01-2017).

### Trofea krajowe
- Serie A (I poziom):
  - mistrz (2): 1976, 1977

- Serie B (II poziom):
  - mistrz (1): 1973 (grupa C)
  - wicemistrz (1): 1971,

- Puchar Włoch:
  - finalista (1): 1976